# Stenophylax solotarewi
Stenophylax solotarewi är en nattsländeart som först beskrevs av Martynov 1913.  Stenophylax solotarewi ingår i släktet Stenophylax och familjen husmasknattsländor. Inga underarter finns listade i Catalogue of Life.